# Тибетская диаспора

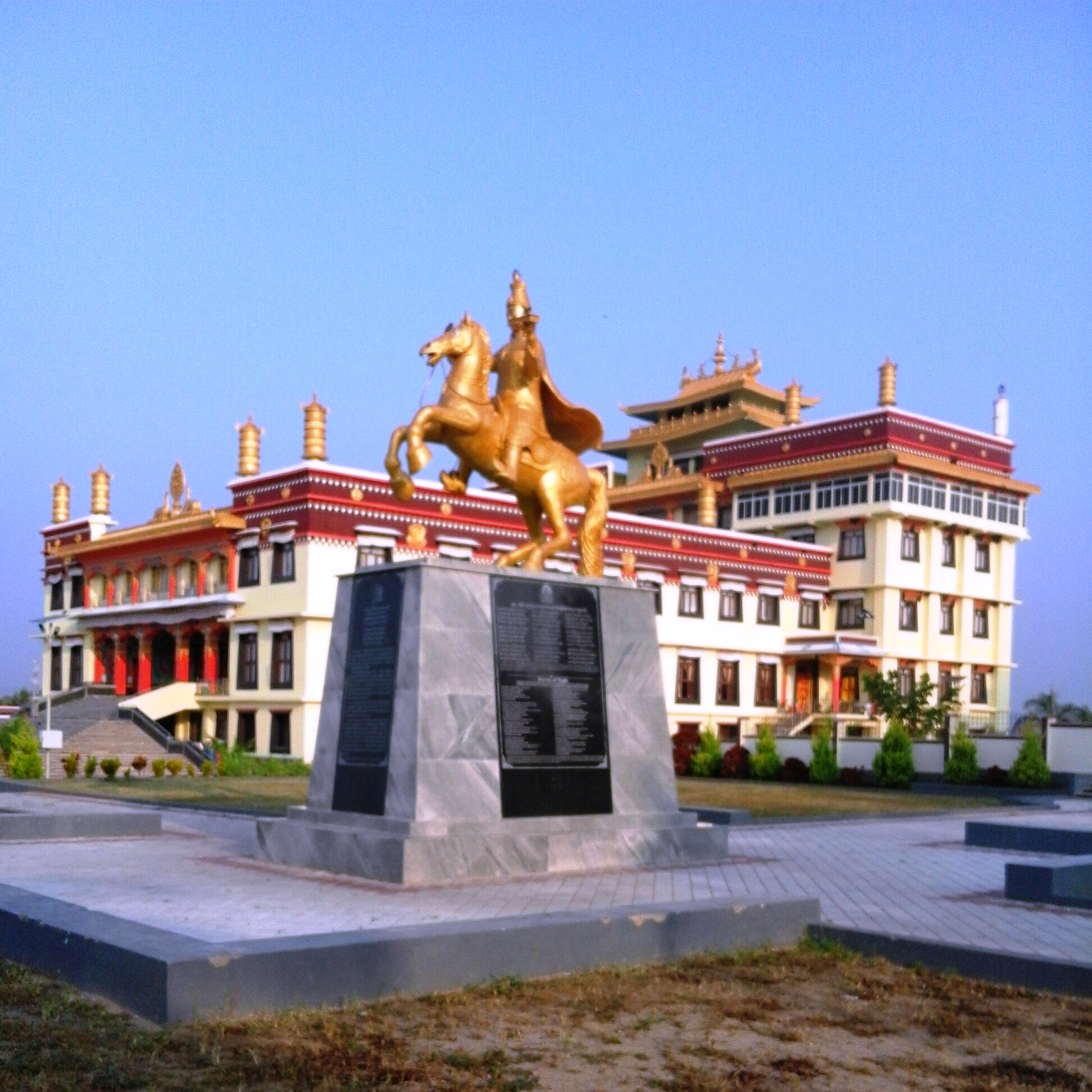
Монастырь Таши Лунпо в Билакуппе, Индия

Тибе́тская диа́спора — это диаспора тибетцев, живущих за пределами Тибета.
Тибетская эмиграция состоит из трёх отдельных этапов. Первый этап был в 1959 году после бегства Далай-ламы XIV в Дхарамсалу в Химачал-Прадеше, Индия. Второй этап пришёлся на 1980-е годы, когда Китай частично открыл Тибет для иностранцев. Третий этап начался в 1996 году и продолжается сегодня, хотя и с меньшей интенсивностью. Существует значительная социальная напряжённость между беженцами первой и второй волны, которых называют «тибетцами шичак», и беженцами третьей волны, которых называют «тибетцами санджор». Ярлык «Санджор» считается уничижительным для новоприбывших тибетцев. Робби Барнет, профессор Лондонского университета, предполагает, что дело Баймадайджи Ангванга в США, этнического тибетца, родившегося в Тибете, может ухудшить ситуацию взаимного недоверия между двумя социальными группами, потенциально препятствуя единству тибетской диаспоры.
Не вся эмиграция из Тибета постоянна; некоторые родители в Тибете отправляли своих детей в общины диаспоры, чтобы получить традиционное тибетское буддийское образование. Перепись 2009 года зафиксировала около 128 000 тибетцев в изгнании, причём самая многочисленная часть общины проживает в Индии, Непале и Бутане. Однако по другим оценкам в 2005 и 2009 годах в изгнании проживало до 150 000 человек.

## Обзор
Правительство Тибета в изгнании предоставляет тибетским беженцам «Зелёную книгу» — своего рода тибетское удостоверение личности. По данным опроса ЦТА 2009 года, в диаспоре зарегистрировано 127 935 тибетцев: в Индии 94 203; в Непале 13 514 человек; в Бутане 1298 человек; а в остальном мире 18 920. Однако иногда это число оценивается в 150 000 человек, как упоминается Эдвардом Дж. Миллсом и соавт. в 2005 году и Далай-ламой XIV в 2009 году.

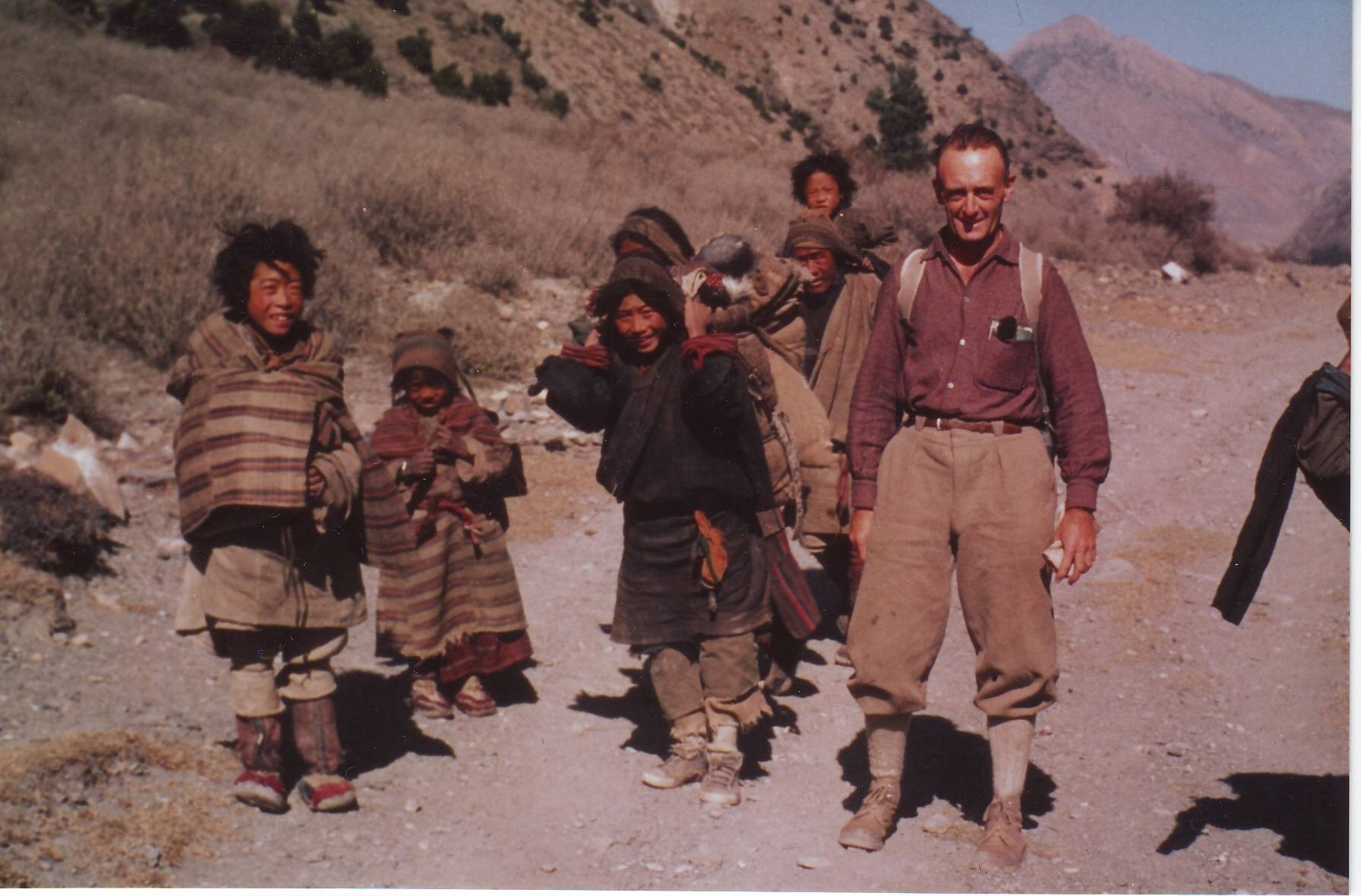
Рене де Мильвиль с тибетскими беженцами в долине Гандаки, недалеко от Джомсома, Непал, октябрь 1966 года. На головах специальные ремни для переноски тяжёлых грузов. Большинство тибетских беженцев проходят через Непал в Индию.

### Первая волна
Во время тибетского восстания 1959 года Далай-лама XIV и часть его правительства бежали в Индию. С 1959 по 1960 год около 80 000 тибетцев последовали за Далай-ламой в Индию через Гималаи. В дальнейшем переходы через горы продолжились, приблизительная оценка их количества от 1000 до 2500 в год, численность беженцев благодаря этом возросла примерно до 100 000. Перемещение беженцев в это время иногда называют «исходом», как в резолюции Генеральной Ассамблеи Организации Объединённых Наций 1961 года, в которой утверждалось, что присутствие тибетских беженцев в соседних странах было «доказательством» нарушения прав человека в Тибете.

### Вторая волна
После открытия Тибета в 1980-х годах для торговли и туризма произошла вторая волна исхода тибетцев из-за усиления политических репрессий. С 1986 по 1996 год 25 000 тибетцев присоединились к своей общине в Индии, увеличив её на 18 %. Перемещение беженцев во время этой второй волны иногда называют «вторым исходом».
Согласно американской телеграмме, опубликованной основателем WikiLeaks Джулианом Ассанжем, с 1980 по ноябрь 2009 года 87 096 тибетцев прибыли в Индию и зарегистрировались в приёмном центре Дхарамсалы, тогда как 46 620 человек вернулись в Тибет после паломничества в Индию. Большинство из тех, кто остался, — дети, которые посещают школу Tibetan Children’s Villages.

### Третья и продолжающаяся волна: эпоха Санджорва

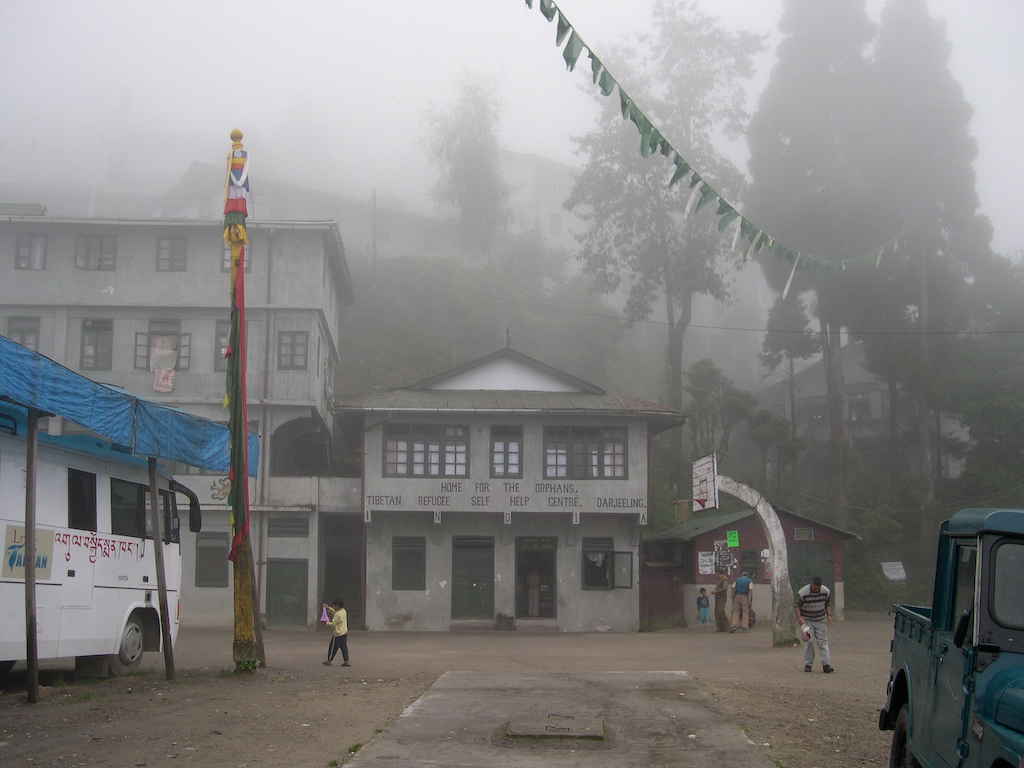
Хилл-топ-шоп Центра самопомощи тибетских беженцев в Дарджилинге, Индия, сентябрь 2004 года. Он был основан 2 октября 1959 года, в том же году, когда премьер-министр Неру предоставил убежище Далай-ламе XIV и его тибетскому правительству в изгнании.

Большое количество тибетских беженцев направилось в Индию в 1990-х годах после долгого перерыва с 1979 года, и эти новые мигранты заслужили прозвище «санджор» или «новоприбывший» из-за своего статуса только что прибывшего. В документальном фильме 2008 года режиссера Ричарда Мартини утверждалось, что ежегодно в Дхарамсалу прибывают 3000-4500 тибетцев. Большинство новых иммигрантов — это дети, которых отправляют в школы тибетской культуры. Многие политические активисты, в том числе монахи, также перебрались через Непал в Индию. Между недавними тибетскими эмигрантами (gsar 'byor pa, или «новичок») и тибетцами, родившимися уже в Индии, существуют значительные культурные разрывы. Более авторитетные тибетцы в диаспоре отвергают тибетцев, недавно прибывших из Тибета, которые смотрят китайские фильмы, поют китайскую музыку и говорят на китайском языке. Далай-лама призывает изучать несколько языков и сам может говорить на многих языках.
В мире тибетской диаспоры существует предвзятое отношение к тибетским иммигрантам третьей волны со стороны иммигрантов 1959 года. Новоприбывших (прибывших после 1990-х годов) оседлые тибетцы называют «санджорами» и те сталкиваются с социальной дискриминацией в тибетских поселениях. Социальные отношения напряжены, смешанные браки редки. Между различными эмигрантскими группами существует сильное чувство трайбализма, что привело к столкновениям между монахами и иммигрантами первой волны на юге Индии. Лобсанг Сангай, бывший президент CTA, пообещал создать единство и взаимопонимание между санджорами и шичаками, но Макдональд отмечает, что по состоянию на 2013 год не было достигнуто существенного эффекта в разрешении конфликтов.

## В Индии

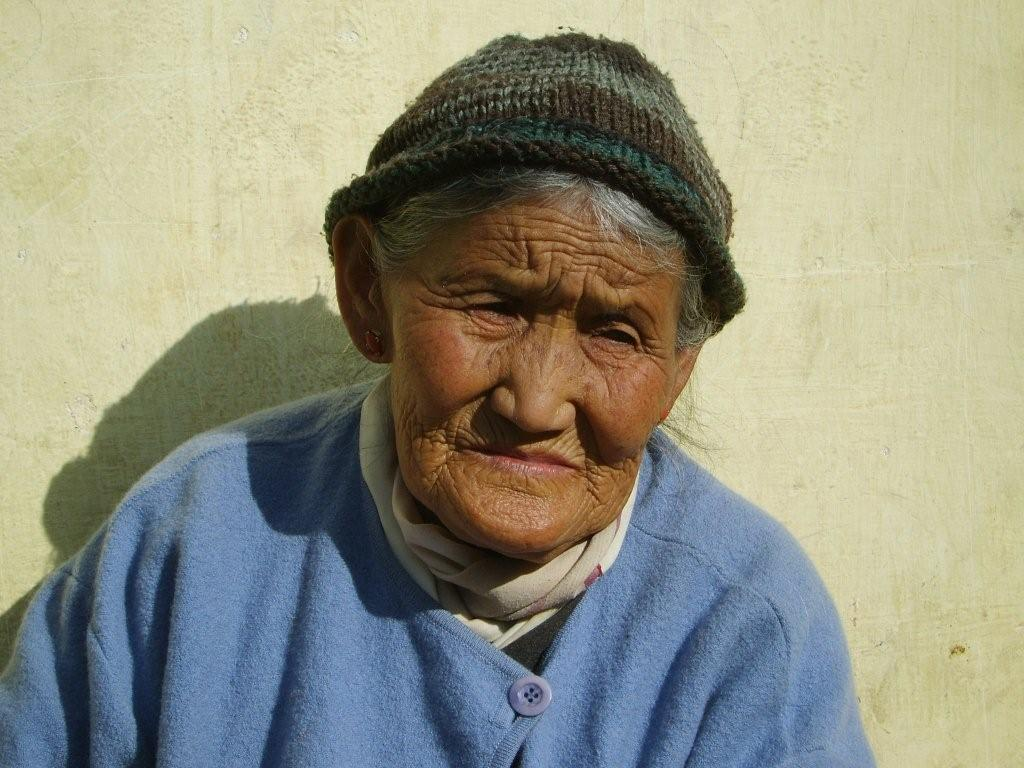
Тибетская женщина в индийском лагере для беженцев

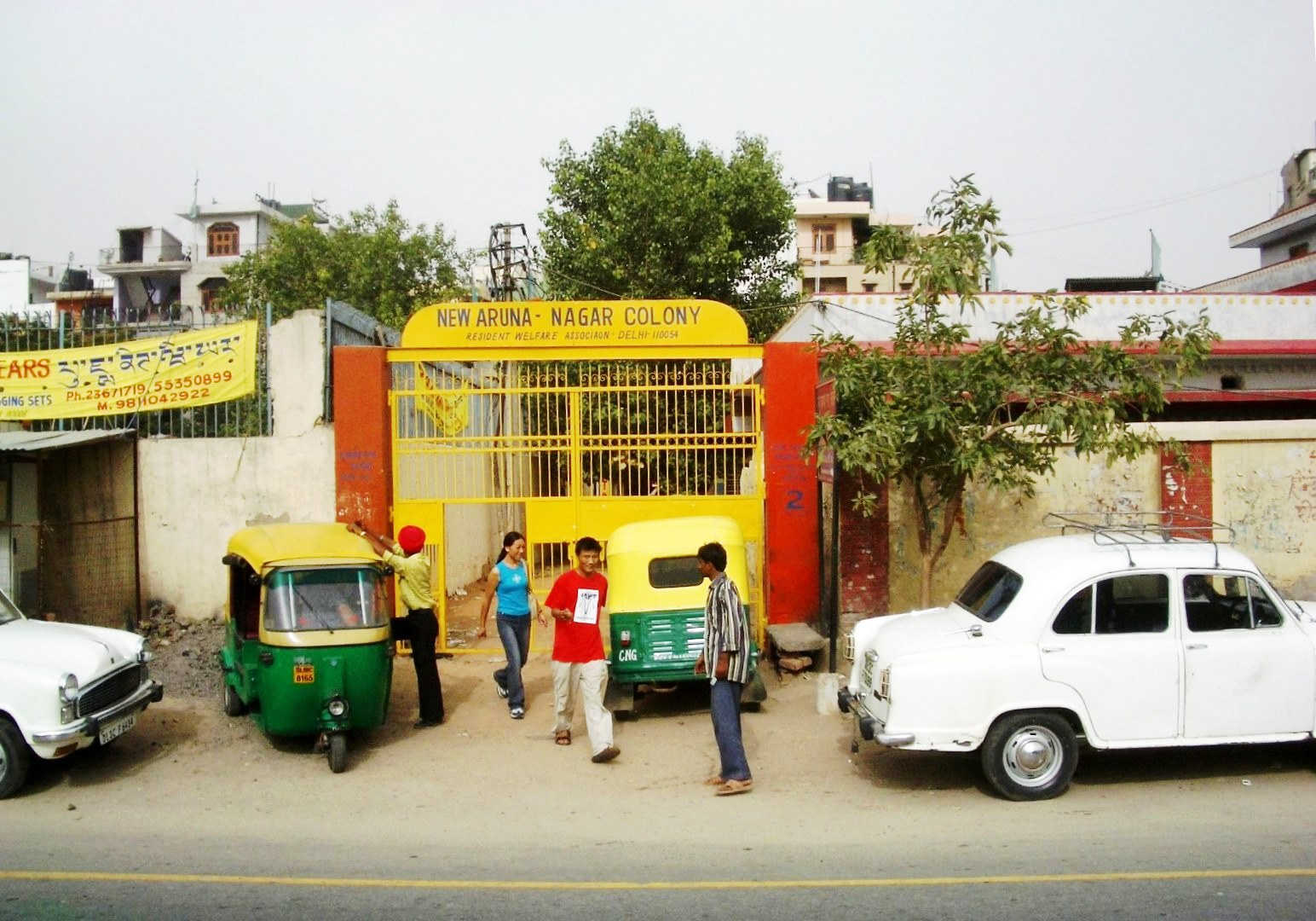
Тибетское поселение Нью-Аруна-Нагар, Дели

### Организации
Основной организацией тибетской диаспоры является Центральная тибетская администрация Далай-ламы XIV, базирующаяся в пригороде Маклеод Гандж города Дхарамсала в Индии. У ЦТА есть тибетские офисы в 10 странах. Они действуют де-факто как посольства отделов культуры и информации ЦТА и эффективно оказывают своего рода консульскую помощь тибетцам. Они базируются в Нью-Дели, Индия; Нью-Йорке, США; Женеве, Швейцария; Токио, Япония; Лондоне, Великобритания; Канберре, Австралия; Париже, Франция; Москве, Россия; Претории, ЮАР; и Тайбэе, Тайвань. Общественные организации тибетской диаспоры занимаются культурной и общественной жизнью диаспоры, сохранением культурного наследия и продвижением политической независимости Тибета.
Первой тибетской неправительственной правозащитной организацией, созданной в изгнании в Индии, был Тибетский центр прав человека и демократии. Центр расследует и сообщает о проблемах с правами человека в Тибете и среди тибетских меньшинств по всему Китаю.

### Образование
Центральная администрация тибетских школ со штаб-квартирой в Нью-Дели является автономной организацией, созданной в 1961 году с целью создания, управления и помощи школам в Индии для обучения тибетских детей, живущих в Индии, при сохранении и популяризации их культуры и наследия. Согласно информации на сайте организации, по состоянию на 2009 год Администрация управляла 71 школой в районах концентрации тибетского населения, в которых обучалось около 10 000 учащихся от дошкольных учреждений до XII класса, а штат преподавателей составлял 554 человека. Согласно информации на сайте ЦТА, по состоянию на 13 января 2009 года было 28 школ Администрации, в которых обучался 9991 ученик.
В 2009 году Tibetan Children’s Villages основали первый тибетский высший колледж в изгнании в Бангалоре (Индия), который получил название «Институт высшего образования Далай-ламы». Задачей этого колледжа является обучение тибетскому языку и тибетской культуре, а также науке, искусству и информационным технологиям.

### Миграция из поселений в Индии
Миграция молодых людей из тибетских поселений в Индии вызывает серьёзную обеспокоенность, поскольку она угрожает маргинализацией тибетской идентичности и культуры в изгнании. По словам Тензина Лекшая, большинство поселений в изгнании охраняют пожилые люди, некоторые школы в поселениях находятся на грани закрытия из-за нехватки учеников, а выпускники разбегаются по индийским городам из-за отсутствия возможностей трудоустройства в общине.
По словам Наванга Тогмеда, официального представителя ЦТА, наиболее часто упоминаемыми проблемами недавно мигрирующих тибетцев в Индию являются языковой барьер, их неприязнь к индийской кухне и тёплый климат, в котором тибетская одежда становится неудобной. Некоторые беженцы также опасаются, что их тибетская культура растворяется в Индии.

## В Бутане
Немногие тибетцы поселились в Бутане после 1959 года, поскольку страна использовалась в основном как транзитный путь в Индию. Однако в 1961 году, после роста напряжённости в отношениях между Китаем и Индией, Индия закрыла свою северную границу с Бутаном, что побудило Бутан организовать экстренную встречу с правительством Индии и ЦТА, чтобы разобраться с тибетцами, застрявшими в стране. Правительство Бутана согласилось принять 4000 поселенцев, хотя простые бутанцы всё больше обижались на тибетских иммигрантов из-за их отказа ассимилироваться в бутанскую культуру. В 1974 году 28 тибетцев, в том числе представитель Далай-ламы XIV в Тхимпху, были арестованы и обвинены в заговоре с целью убийства короля Джигме Сингье Вангчука. Когда ЦТА отказалась предоставить доказательства своей невиновности, отношения между Бутаном и Дхарамсалой испортились, и в 1979 году правительство Бутана объявило, что любой тибетец в стране, не принявший бутанское гражданство, будет репатриирован обратно в Китай. Несмотря на противодействие ЦТА, 2300 тибетцев подали заявления на получение бутанского гражданства; большая часть остальных переселилась в Индию.